# Cmentarz wojenny w Jaszczwi
Cmentarz wojenny w Jaszczwi – cmentarz z I wojny światowej położony na terenie miejscowości Jaszczew, w gminie Jedlicze, w powiecie krośnieńskim, w województwie podkarpackim.

## Opis
Cmentarz powstał w 1915 i zlokalizowany został w pobliżu miejsca bitwy, jaka rozegrała się 7 maja tego roku, w wyniku której wojska państw centralnych ostatecznie wyparły Rosjan z tych terenów. Znajdowało się tu wiele mogił pojedynczych. Na jednym z krzyży przymocowana była tablica z zapisem imiennym 24 poległych z polskimi nazwiskami. W latach 1958–62 z grobów zrobiono 4 duże kwatery, a tablica imienna została zdemontowana. 
W 2012 przeprowadzono remont cmentarza, który obecnie zajmuje powierzchnię prawie 2 arów, otoczony niskim metalowym płotem. Pięć mogił ziemnych oznaczono krawężnikami. Centralna alejka wiedzie od bramki wejściowej do krzyża. Po jego bokach dwa niskie betonowe krzyże. Na cokole krzyża głównego umieszczona tablica z napisem:  

TU SPOCZYWAJĄ POLEGLI W WALKACH ZA OJCZYZNĘ
PODCZAS I WOJNY ŚWIATOWEJ
CZEŚĆ ICH PAMIĘCI

Na cmentarzu pochowano nieznaną liczbę niezidentyfikowanych żołnierzy, zapewne różnej narodowości, którzy polegli w maju 1915.
W 2016 harcerze z Jaszczwi ustawili brzozowy krzyż z imienną tabliczką poległego żołnierza narodowości polskiej.

## Galeria

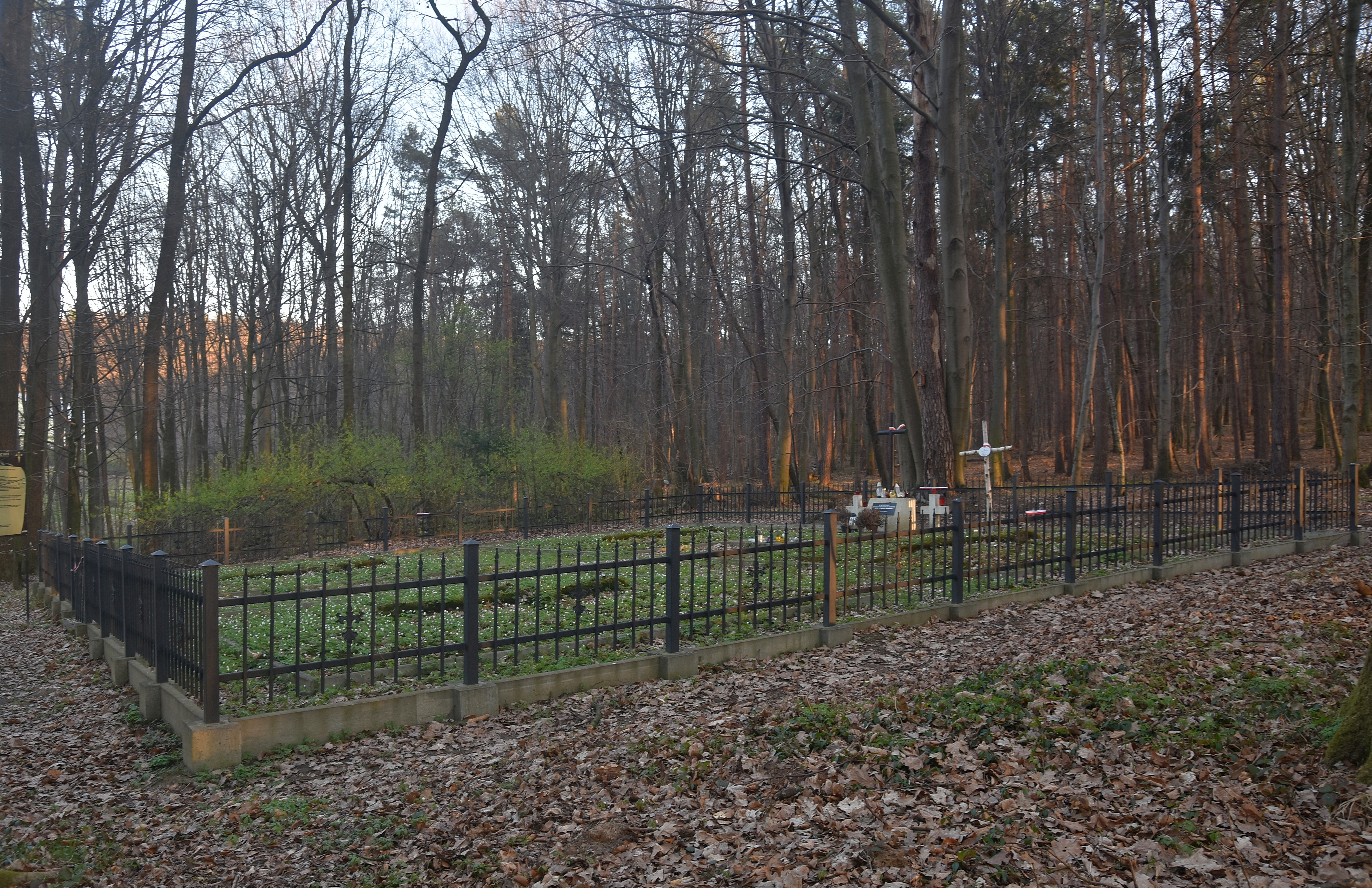
Widok ogólny
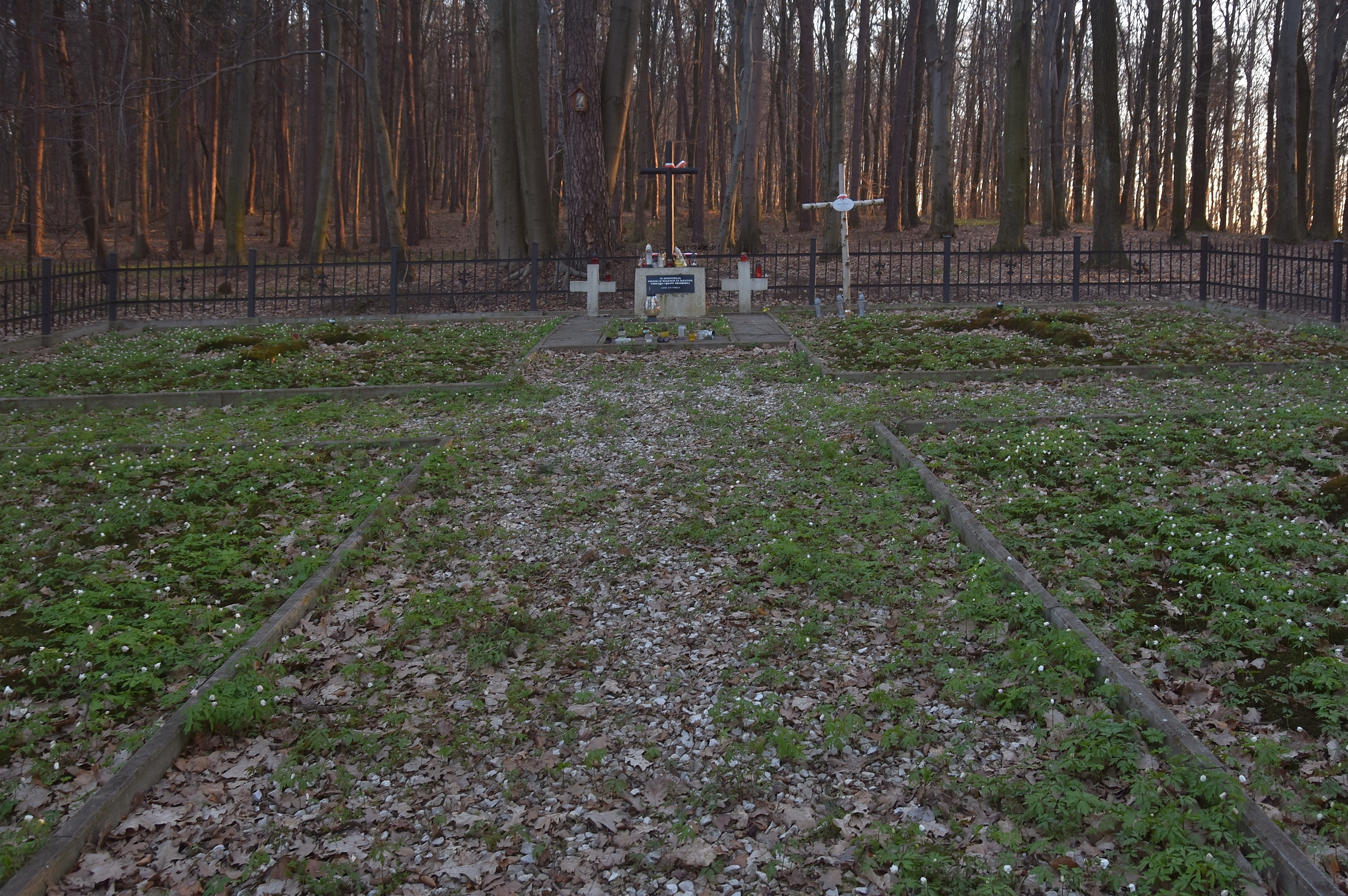
Pomnik główny
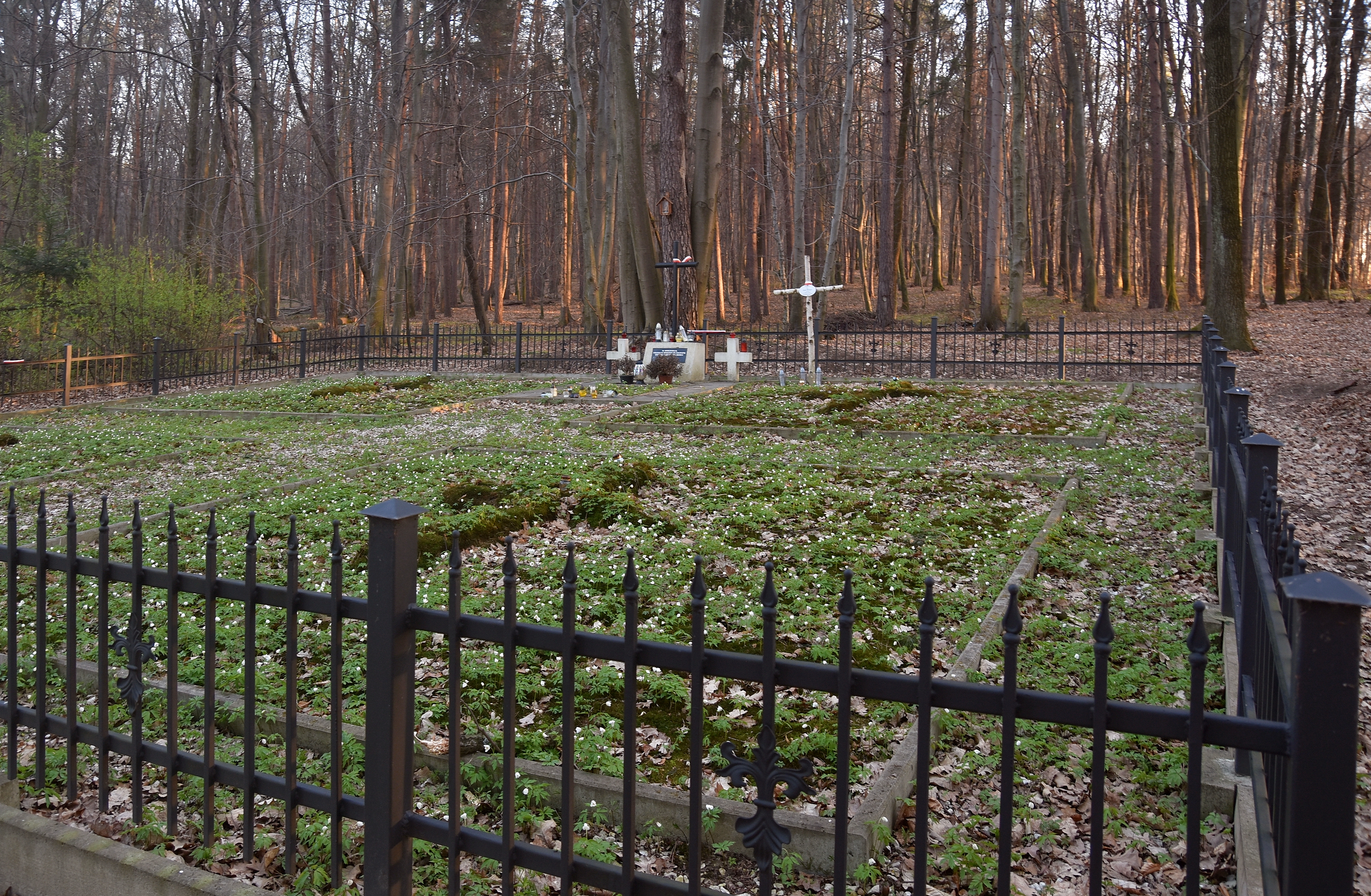
Ogrodzenie